# مرد قانون
مرد قانون نام یک مجموعهٔ تلویزیونی ایرانی به کارگردانی «جهانگیر جهانگیری» است که در سال ۱۳۷۴ تولید و از شبکه ۱ سیمای جمهوری اسلامی ایران  پخش گردید.

## خلاصه داستان
آقای سعادت، مأمور وصول مالیات در ادارهٔ دارایی است که به تازگی به منزل جدید اسباب‌کشی می‌کند اما به‌دلیل فقدان فرهنگ آپارتمان نشینی، دچار مشکلاتی می‌شود که در نهایت با همکاری ساکنان ساختمان، حل می‌شود. از طرفی دیگر، آقای سعادت دختری دمِ‌بخت دارد که یکی از همکلاسی‌هایش در دانشگاه، خواستگار اوست. پس از آشنایی اولیه، معلوم می‌شود پدر این پسر، فردی خاطی در پرداخت مالیات است که سابقه درگیری و پیشنهاد رشوه به آقای سعادت را هم دارد. در انتها، پس از فراز و نشیب‌ها و مشکلات زیاد، این دو جوان به هم می‌رسند.

## بازیگران و عوامل تولید

### بازیگران
- آتش تقی‌پور
- روح‌الله مفیدی
- عزت‌الله رمضانی‌فر
- محمدعلی ورشوچی
- پروین سلیمانی
- ابراهیم آبادی
- ناصر گیتی‌جاه
- محمدرضا حقگو
- بمانی دلدار گلچین
- حسین پیرهادی
- اسدالله یکتا
- لیدا جوادی
- زری برومند
- شهرام عجم
- پرویز مقدم
- شیدا مخبری
- علی کروبی
- رضا بدخش
- لیدا جوادی
- مریم نصیری
- ابراهیم تفرشی
- بهروز محبیان
- داریوش جهانگیری
- کامیار انتظامی‌راد
- ناصر ناصری
- امیر اکبرزادگان
- علی‌اکبر اوصالی

### عوامل تولید
- کارگردان: جهانگیر جهانگیری
- نویسنده: مهدی نوری‌تاجر، زهره بزرگ‌زادگان
- تصویربردار: محمدرضا خامه‌چیان
- تدوین: غلامحسین مزینانی
- تهیه‌کننده: مهدی نوری‌تاجر
- فرمت تصویر: ویدئویی
- مدت زمان: ۲۸۰ دقیقه
- محصول: گروه اقتصاد شبکه ۱ سیمای جمهوری اسلامی ایران
- سال تولید: ۱۳۷۴